# Giorgina Grossi
Giorgina Grossi (Budrio, 3 agosto 1916 – 6 aprile 1971) è stata una pesista e discobola italiana.

## Biografia
Nata a Budrio il 3 agosto 1916, si avvicinò allo sport quando in paese fu realizzato il primo campo sportivo. Si iscrisse dunque all'Associazione Budriese di Educazione Fisica, dove iniziò a praticare soprattutto il getto del peso e il lancio del disco. Nel 1934 si trasferì a Bologna dove, nel 1937, si tesserò per la Virtus Bologna Sportiva.
Nel 1937, all'età di ventuno anni, prese parte al suo primo campionato italiano di atletica leggera classificandosi terza nel getto del peso. Nel 1938 arrivò il suo primo titolo di campionessa italiana del getto del peso durante i campionati italiani di Parma e due settimane dopo esordì con la nazionale italiana di atletica leggera in un incontro Italia-Francia a Coulommiers.
Il 24 settembre 1938 a Milano riuscì a lanciare il peso a 11,68 m, facendo registrare il nuovo record italiano, che migliorò ulteriormente di 1 cm il 9 ottobre dello stesso anno a Torino.
Nel 1939 si trasferì a Milano, dove conobbe il futuro marito, e passò ai colori de La Filotecnica Milano. Il 30 luglio 1939 si riconfermò campionessa italiana del getto del peso puntando a partecipare ai Giochi Olimpici di Tokyo 1940, che furono però cancellati a causa dello scoppio della seconda guerra mondiale.
Il 21 luglio 1940 conquistò il suo terzo titolo nazionale sempre nel getto del peso, e si classificò anche terza nel lancio del disco, mentre tra il 1941 e il 1943 ottenne tre medaglie d'argento nel peso e due di bronzo nel disco ai campionati italiani.
Il 20 ottobre 1942 si sposò e successivamente diede alla luce due figli.
Nel 1949 tornò sul terzo gradino del podio nel getto del peso ai campionati italiani assoluti di atletica leggera e si classificò quarta nel lancio del disco e nel 1950 prese parte al suo ultimo campionato nazionale classificandosi quarta nel peso e settima nel disco. Si ritirò ufficialmente dall'attività agonistica nel 1954.
Si spense il 6 aprile 1971.

## Record nazionali
- Getto del peso[4]:
  - 11,68 m ( Milano, 24 settembre 1938)
  - 11,69 m ( Torino, 9 ottobre 1938)

## Campionati nazionali
- 3 volte campionessa italiana assoluta del getto del peso (1938, 1939, 1940)[3]

1937
- Bronzo ai campionati italiani assoluti, getto del peso - 8,95 m

1938
- Oro ai campionati italiani assoluti, getto del peso - 11,14 m

1939
- Oro ai campionati italiani assoluti, getto del peso - 11,32 m

1940
- Oro ai campionati italiani assoluti, getto del peso - 11,94 m
- Bronzo ai campionati italiani assoluti, lancio del disco - 36,04 m

1941
- Argento ai campionati italiani assoluti, getto del peso - 11,23 m

1942
- Argento ai campionati italiani assoluti, getto del peso
- Bronzo ai campionati italiani assoluti, lancio del disco

1943
- Argento ai campionati italiani assoluti, getto del peso - 11,99 m
- Bronzo ai campionati italiani assoluti, lancio del disco - 35,70 m

1949
- Bronzo ai campionati italiani assoluti, getto del peso
- 4ª ai campionati italiani assoluti, lancio del disco

1950
- 4ª ai campionati italiani assoluti, getto del peso
- 7ª ai campionati italiani assoluti, lancio del disco